# Godilas
Godilas (en grec : Γοδιλᾶς) est un général byzantin sous Justin Ier et Justinien.

## Biographie
Selon plusieurs historiens, Godilas est d'origine gothe et son nom refléterait cette ascendance.
Godilas est mentionné pour la première fois en 518. Il fait partie des officiers en faveur de la proclamation de Justin comme empereur. La cérémonie est décrite dans le De Ceremoniis de Constantin VII Porphyrogénète, écrit au Xe siècle et Godilas y est cité comme détenant le rang de campiductor (ou campiductor, soit officier instructeur) du régiment des Lanciarii (καμπιδούκτωρ τῶν λαγκιαρίων),.
En 528, Godilas conduit avec Baduaire une expédition militaire depuis Odessus (Varna) contre les Huns de Crimée. Ces derniers sont dirigés par Mougel et auraient envahi des possessions byzantines sur le littoral de la mer Noire. Plus tard dans l'année, Godilas allie ses forces avec celles d'Ascum (en) et Constantiolus pour faire face à une invasion des Huns (ou des Bulgares) en Thrace. L'armée byzantine est d'abord victorieuse contre un de ces groupes d'envahisseurs mais tombe dans une embuscade tendue par un autre groupe. Constantiolus et Ascum sont faits prisonniers à la suite de la bataille et seul Godilas parvient à s'enfuir selon Jean Malalas et Théophane le Confesseur,. 
Son rang militaire lors de ces campagne est incertain. Ascum et Constantiolus détiennent le rang de magister militum. Dès lors que Godilas sert à leurs côtés et non en tant que subordonné, il détient probablement un grade équivalent, peut-être en tant que magister militum pour la Thrace,.